# Exarmidium hemisphaericum
Exarmidium hemisphaericum är en svampart som först beskrevs av Elias Fries, och fick sitt nu gällande namn av Aptroot 1998. Exarmidium hemisphaericum ingår i släktet Exarmidium och familjen Hyponectriaceae.  Arten är reproducerande i Sverige. Inga underarter finns listade i Catalogue of Life.
I den svenska databasen Dyntaxa används istället namnet Odontotrema minus för samma taxon.  Arten är reproducerande i Sverige.